# Pierre-André Comte
Pierre-André Comte, né le 10 août 1955 à Courtételle (originaire de Châtillon), est une personnalité politique jurassienne, membre du Parti socialiste et figure de la Question jurassienne. Il est maire de Vellerat de 1982 à 2004 et de 2010 à 2018, député au Parlement du canton du Jura de 1998 à 2010 et depuis 2016 et président dudit parlement en 2004. 

## Biographie
Pierre-André Comte naît le 10 août 1955 à Courtételle, dans le district de Delémont, au sein d'une fratrie de dix enfants. Il est originaire de Châtillon, dans le même district jurassien. Son père, André Comte, buraliste postal, se tue en voiture alors que Pierre-André Comte n'a que treize ans. Sa mère est née Gilberte Cortat,. 
Après avoir obtenu en 1975 un brevet d’enseignant à l’École normale de Porrentruy, il exerce la profession d'instituteur à Vellerat puis Courrendlin. En 1996, il complète sa formation par une maîtrise en administration publique à l’Institut de hautes études en administration publique de Lausanne. 
Il est rédacteur en chef de l'hebdomadaire Le Jura libre à partir d'août 2015. 
Il est marié à Jeannette née Chalverat. 

### Parcours politique
Il est membre du Parti socialiste. 
Militant séparatiste, qualifié de fils spirituel de Roland Béguelin,, il est secrétaire général du Rassemblement jurassien de 1991 à 1994, puis du Mouvement autonomiste jurassien et de la Conférence des peuples de langue française. 
Il est maire de Vellerat de 1982 à 2004, membre du Conseil communal (exécutif) en 2009, puis à nouveau maire de 2010 à 2018, année de la fusion de la commune avec Courrendin,.   
Observateur au Parlement du canton du Jura à partir de 1983, il en devient membre en 1998 après le rattachement de Vellerat au canton du Jura. Il préside le groupe socialiste de 1999 à 2002, le parlement en 2004, puis à nouveau le groupe socialiste jusqu'en 2006. Au terme de deux mandats, il quitte le parlement en 2010 pour une législature avant d'être réélu en 2015 et 2020.   
Il est candidat au Gouvernement jurassien en 2002, mais qualifié de rebelle et d'imprévisible, il n'est pas retenu par son parti sur la liste officielle. À nouveau candidat en 2006 et cette fois investi sans opposition par son parti, il termine en deuxième position de la liste socialiste au premier tour et ne se présente pas au second.   

## Distinctions
Il reçoit la décoration « Ami de la Vallée d'Aoste » en 2006 et le Prix de la Fondation Roland Léchot-Légobbé en faveur de l'unité du Jura en 2015,.   
En 2019, il est promu au grade d’officier de l’Ordre de la Pléiade par l’Assemblée parlementaire de la francophonie.   

## Publications
- Plus loin que le monde, éd. de l’Ecluse, Delémont, 2005, 113 p.

- Un seul Jura, une chance unique, éd. de l'Ecluse, Delémont, 2006

- Identité et langue française : de la législation linguistique dans le Jura, éd. Conférence des peuples de langue française, Bruxelles, 2010 [présentation en ligne]